# Koniklec německý
Koniklec německý (Pulsatilla vulgaris) je druh rostliny z čeledi pryskyřníkovité (Ranunculaceae). V roce 1996 se stal německou Rostlinou roku.
Koniklec německý je státní květinou amerického státu Jižní Dakoty a květinou kanadské provincie Manitoby.

## Popis
Jedná se o vytrvalou rostlinu dorůstající nejčastěji výšky 5–15, za plodu až 40 cm s vícehlavým, tmavě hnědým oddenkem. Lodyha je přímá, huňatá. Přízemní listy nepřezimují, vyvíjí se už za květu. jsou dlouze řapíkaté, vícenásobně lichozpeřené či peřenosečné, úkrojky posledního řádu nejčastěji 2–4 mm široké, v počtu více než 100 na list. Lodyžní listy (nebo listeny, záleží na interpretaci) jsou ve srostlém útvaru s úzkými úkrojky, je umístěn pod květem, za plodu v dolní polovině lodyhy. Květy jsou vzpřímené, ale za deštivého počasí skloněné, nálevkovité až zvonkovité, bledě až sytě fialové. Okvětních lístků (ve skutečnosti se ale jedná o petalizované (napodobující korunu) kališní lístky a koruna chybí) je nejčastěji 6, jsou asi 1,5–3,5 cm dlouhé, vně plstnaté, opadávají až za plné zralosti nažek. Kvete v březnu až v červenci. Tyčinek je mnoho. Gyneceum je apokarpní, pestíků je mnoho. Plodem je nažka, která má na vrcholu dlouhý chlupatý přívěsek. Nažky jsou uspořádány do souplodí. Počet chromozomů je 2n=32.

## Rozšíření
Koniklec německý roste v západní až střední Evropě, na sever sahá až do jižní Skandinávie zhruba po 60° s.š., také se vyskytuje v Anglii, na západ po Německo, Rakousko a SZ Polsko. Je to příbuzný a podobný druh ke konikleci velkokvětému (Pulsatilla grandis), na styku areálů se kříží. V České republice to není původní druh, pěstuje se jako okrasná rostlina a občas někde zplaněl nebo byl vysazen. Na jižní Moravě roste přirozeně příbuzný druh Pulsatilla grandis, který byl někdy udáván pouze jako poddruh druhu Pulsatilla vulgaris.